# Muppet Babies
Muppet Babies was een Amerikaanse tekenfilmserie die draaide rond de jonge jaren van Muppets als Kermit, Miss Piggy en Fozzie, die gezamenlijk vertoeven in een kinderdagverblijf. De serie won vier Emmy Awards in opeenvolgende jaren. In Nederland werd het programma uitgezonden vanaf 4 oktober 1986, voorzien van ondertitels.
Het idee om de bekende Muppet-personages neer te zetten als baby's kwam voort uit een scène in de bioscoopfilm The Muppets Take Manhattan. In een droombeeld van Miss Piggy speelden poppen mee van Kermit, Miss Piggy, Gonzo, Fozzie, Scooter en Rowlf als zuigelingen. Aan de animatieserie werd de babyversie van Animal, Dr. Bunsen Honeydew en Beaker toegevoegd, alsook de nieuwe personages Skeeter – het tweelingzusje van Scooter – en een leidster die met Nanny werd aangesproken. Later speelden ook Statler en Waldorf, die ooms werden genoemd, en Baby Bean Bunny mee.
Een opvallend kenmerk van de serie was dat de fantasiewereld van de baby-Muppets voornamelijk werd uitgebeeld door middel van materiaal uit bestaande televisieproducties en films, bijvoorbeeld Star Wars en Labyrinth.

## Stemmen
NB: nadat Howie Mandel ermee gestopt was, namen Dave Coulier en Frank Welker zijn personages over.
- Greg Berg als Baby Fozzie en Baby Scooter
- Dave Coulier (1986-1990) als Baby Animal, Baby Bunsen, Baby Bean Bunny, Janice, Uncle Statler en Uncle Waldorf
- Katie Leigh als Baby Rowlf
- Howie Mandel (1984-1985) als Baby Skeeter, Baby Animal, Baby Bunsen
- Laurie O'Brien als Baby Piggy
- Russi Taylor als Baby Gonzo en Baby Robin
- Frank Welker als Baby Kermit, Baby Skeeter (1986 -1990), Baby Beaker
- Barbara Billingsley als Nanny